# Johannes Dott
Johannes Dott (* 1892 in Köln; † 1969 in Leverkusen) war ein deutscher Kommunalpolitiker. Er von 1946 bis 1949, von 1951 bis 1954 und von 1956 bis 1961 Bürgermeister der Stadt Leverkusen und Mitglied der CDU.
Dott war von 1945 bis 1951 Mitglied des Stadtrates. Er ist Träger des Bundesverdienstkreuzes I. Klasse am Bande und seit 1962 Träger des Ehrenringes der Stadt Leverkusen. In Schlebusch wurde eine Straße nach ihm benannt. Dott war verheiratet und hatte einen Sohn.